# Rupert Ryder
Pour les articles homonymes, voir Ryder.
Rupert Ryder, né en 1835 à Sydney et mort le 5 août 1916 dans cette même ville, est un homme d'affaires australien, un temps ministre des Finances des Fidji.

## Biographie
À l'issue de sa scolarité primaire, il est employé par l'entreprise d'import-export Aspinall, Brown & Co, dont son père est partenaire. En 1851 il accompagne ses parents qui s'installent à Melbourne pour profiter de la croissance économique due à la ruée vers l'or au Victoria. Dans les années 1860, ses frères s'installent aux Fidji et y achètent l'île de Mago (en) : Elle était la propriété de Ratu Golea, le puissant Tui Cakau (en) (grand chef de Cakaudrove), qui en a banni l'ensemble de la population autochtone initiale pour les punir de s'être rebellés. Les frères Ryder y établissent avec succès des plantations de cotton, et Rupert Ryder les rejoint en 1868,.
Soutenant la volonté conjointe du roi des Fidji, Seru Epenisa Cakobau, et du diplomate britannique John Thurston d'obtenir l'annexion des Fidji par l'Empire britannique, Rupert Ryder accepte en mars 1874 de devenir le ministre des Finances du gouvernement resserré qui gouverne l'archipel dans l'intérim menant à cette annexion. Dirigé par le roi Cakobau et par le Premier ministre par intérim John Thurston, ce gouvernement ne comprend que deux autres ministres à part Ryder : Ratu Epeli Nailatikau (en) (le fils aîné du roi) et Ratu Savenaca Naulivou (demi-frère du roi), tous deux ministres sans portefeuille. Si le nouveau ministre des Finances ne peut redresser l'économie du pays en dépression, à cause notamment du net déclin de la production de cotton, il parvient à éponger l'essentiel des dettes du royaume. La collecte de l'impôt demeure toutefois difficile, notamment dans l'archipel de Lau où le prince tongien Enele Maʻafu demeure quasi-souverain,. Ryder abolit l'impôt foncier mais, pour générer des revenus, accroît les impôts sur les alcools, et place en location des bâtiments appartenant au gouvernement.
Après l'annexion des Fidji par les Britanniques le 10 octobre 1874, Rupert Ryder demeure un temps ministre des Finances et du Commerce dans l'administration coloniale établie par les gouverneurs Hercules Robinson puis Arthur Gordon. Il retourne ensuite se consacre aux plantations familiales à Mago. Les frères vendent l'île à un colon en 1881 et s'établissent en Nouvelle-Galles du Sud, devenant ensemble éleveurs de moutons à Coonamble. Ils revendent leur entreprise australienne en 1905, prenant leur retraite, et Rupert Ryder meurt onze ans plus tard,. 